# Покшивно (Торуньский повет)
Покшивно — деревня в гмине Черниково Торуньского повета Куявско-Поморского воеводства в центральной части севера Польши.